# Kotlina Barguzińska
Kotlina Barguzińska (ros.: Баргузинская котловина; Barguzinskaja kotłowina) – kotlina śródgórska w azjatyckiej części Rosji, w Buriacji, między Górami Barguzińskimi a Ikackimi, w dorzeczu Barguzinu. Rozciąga się z południowego zachodu na północny wschód na długości ok. 200 km. Jej szerokość wynosi momentami 35 km. Kotlina wznosi się na wysokości 470–600 m n.p.m. i porośnięta jest roślinnością stepową oraz lasostepem. W centralnej, najniższej części kotliny znajduje się przyrzeczna równina pokryta łąkami i bagnami, która liczy do 15 km szerokości. Wzdłuż prawego brzegu Barguzinu ciągnie się nachylona równina utworzona ze stożków napływowych, porośnięta lasostepem i lasami sosnowymi. Na lewym brzegu Barguzinu znajduje się duży obszar równinny pokryty roślinnością stepową, lasami sosnowymi, łąkami i lasami modrzewiowo-sosnowymi (na północnym wschodzie). Miejscami występują rozległe garby piaszczyste (kujtuny) powstałe z materiału piaszczysto-żwirowego naniesionego głównie przez rzekę. Tereny stepowe wykorzystywane są jako pola uprawne, natomiast lasostepy jako pastwiska.
W kotlinie panuje surowy klimat kontynentalny z mroźną zimą i stosunkowo chłodnym latem. Kotlina leży w cieniu opadowym Gór Barguzińskich, dlatego jest to obszar bardzo suchy; średnia roczna suma opadów wynosi tu zaledwie 200–250 mm.